# カナダガ
カナダガ（学名 : Canadaga、「カナダの鳥」の意）は、は、後期白亜紀に生息していた飛べない鳥の属。唯一の種はカナダガ・アークティカ（Canadaga arctica）である。カナダガは、カナダヌナブト準州のバイロット島とデヴォン島周辺の浅瀬に生息していた。カナダガの化石は、約6700万年前のカンパニアンから中期マーストリヒチアンの岩石から発見された。
カナダガは白亜紀の歯のあり飛翔できない潜水鳥類のヘスペロルニス類であった。ヘスペロルニス類内におけるカナダガは、ヘスペロルニス等と共に、ヘスペロルニス科に属していた。

## 概要
カナダ・アークティカは、全長2.2メートルに達っし、ヘスペロルニス類で既知されている種の中で最大のものの一つある。また、その系統内における最後の属の一つであることも知られている。亜熱帯または熱帯の海域で主に知られている同類とは異なり、この種は温帯または亜北極地域にまで分布していたとされる。
この種は、3個の連続する頸椎、1個の尾椎、2個の大腿骨から記載されている。